# FeLugossy László
feLugossy László (Batu Kármen) (Kecskemét, 1947. június 25. –) Munkácsy-díjas magyar festő, performer, színész, rendező, író, forgatókönyvíró, énekes.

## Életpályája
Lugossy György és Virág Anna gyermekeként született.
Képzőművészettel, zenével, irodalommal és filmezéssel is foglalkozó autodidakta művész. A középiskola után fotózást tanult, majd műtermi és nyomdai fényképészként dolgozott. A szentendrei Vajda Lajos Stúdió egyik alapítója volt 1972-ben. 1979–1986 között az A. E. Bizottság zenekar énekese és szövegírója, közben 1983-ban létrehozta az Inkaszámtan alkalmi társulatot. 1982 óta a Művészeti Alapnak, 1989-től pedig a Magyar Képző-és Iparművészek Szövetségének is tagja. 1986–1992 között az Új Modern Akrobatika performance zenekarral dolgozott.
Kecskeméti évei alatt Tóth Menyhért festészete volt nagy hatással rá. 1968-tól állítja ki műveit. Vidám totem c. köztéri alkotása Szentendrén látható. 1997-ben Sárospatakra költözött. Nős, felesége Almási Gertrúd.

## Festményei (válogatás)
- Házi sziklarajzok I-VII. (1995)
- Kőtábla sárga horgolással I-II. (1998)
- Kőtábla piros horgolással III. (1998)
- Pantalló horgolt fejjel I-II. (1998)
- Rádió horgolt csipkével I-II. (1998)
- Futó öt (1998)
- Arcok kenyérrel (1998)
- Csipkés kenyeres (1998)

## Filmjei és filmes közreműködései
- Vajda Lajos portré (1976) (rendező)
- Kutya éji dala (1983)
- Jégkrémbalett (1983–1984) (színész, forgatókönyvíró)
- Önuralom (1988) (rendező, színész)
- Népfürdő (1989–1992) (Medvigy Gáborral, rendező)
- Meteo (1990) (színész)
- Halálutak és angyalok (1990) (dalszövegíró, látványtervező)
- Éljen a világ és táguljon (Medvigy Gáborral, 1991) (rendező)
- Arckép bemondónővel (Medvigy Gáborral, 1992) (rendező)
- Neoszarvasbika (1992) (rendező, író)
- Sátántangó (1994) (színész)
- Ádám Éva & Joe (1996)
- Kettévágott (1996) (színész)
- Tisztaság fél egészség (1997) (színész)
- Én, Rippl-Rónai József (1998) (színész)
- Werckmeister harmóniák (2000) (színész)
- Tiszta lap (Szirtes Jánossal, 2001) (színész, rendező, forgatókönyvíró)
- Az ifjúság megnyugtat (2001) (színész)
- Most civilizált vagyok, most nem vagyok civilizált (2006) (rendező)
- A londoni férfi (2007) (színész)
- Nyaralj ködben a Mirákulum szájton (2011) (színész, rendező, forgatókönyvíró)

## Lemezei
- Kalandra fel! (A. E. Bizottság, 1983)
- Jégkrémbalett (A. E. Bizottság, 1984)
- Edd meg a fényt (Laca, Jony, Kokó, Wahorn, 1993)
- Max Mara & Lili Luna (Batu Kármen, 1995)
- Nyaralj ködben a Mirákulum szájton (Laca és a PosztHús, dupla lemez, 2011)

## Könyvei
- Nők vérébe zárva; (egybekötve:Tóth Gábor: Letehetetlen versek) Laza lapok '93 ISSN 1216-4828
- Atavisztikus levelek; JAMK–Új Forrás, Tatabánya, 1993 (Új Forrás könyvek)
- Távolság. Válogatás, 1978–2002; tan. Várnagy Tibor; magánkiadás, Bp., 2002
- Kék pánik kávéház; Szoba kiadó, Orfű, 2006
- Nincs modor (képzőművészeti album, Szoba kiadó – MissionArt Galéria, 2008)
- Kitömve (Szoba kiadó, 2012)f
- Szufla, avagy Túltermelési kísérletek a 80-as évekből (képzőművészeti album, MissionArt Galéria, 2014)
- Steam. Experiments in overproduction from the 80s (Szufla) / László feLugossy; MissionArt Gallery, Bp., d2014
- Nempiskóta. Szerelmes vagyok a laptopomba (MissionArt Galéria, 2014)
- Korlátozott mennyiségű delej (Van, aki ingyen pszichedelikus); MissionArt Galéria, Bp.–Miskolc, 2017
- A könyv, ami ég avagy ami A VÉG (égi-légi el-égi-a); MissionArt Galéria, Bp.–Miskolc, 2019
- Amit nem sikerült eltitkolni. Elhatalmasodó olvasási mánia; MissionArt Galéria, Bp.–Miskolc, 2019[1]

## Díjak, elismerések
- Munkácsy Mihály-díj (1990)
- Hincz Gyula emlékdíj (1991)
- Párhuzamos Kultúráért díj (2007)[2]
- Herczeg Klára-díj (2009)
- A Magyar Érdemrend lovagkeresztje (2014)